# トヨタマップマスター
株式会社トヨタマップマスター（英語: TOYOTA MAPMASTER INCORPORATED、略称：TMI）は愛知県名古屋市中村区に本社を置くトヨタグループのモビリティ情報基盤プロバイダー（MIPP）である。

## 会社概要
トヨタグループ唯一の地図会社として、カーナビゲーションシステムや歩行者ナビゲーション、次世代のITS（高度道路交通システム）等に利用される地図データベースの企画、調査、制作、販売を行っている。地図データベースは従来の位置表示や経路案内に加え、安全運転支援や自動運転を実現するための基盤情報（Mobility Information Platform）として利用されている。

## 沿革
- 1998年7月 - 会社設立
- 1998年8月 - デジタル地図データベース制作事業を開始
- 1998年12月 - 第1回デジタル地図データベース納入　（以降年2回デジタル地図データベース納入）
- 1999年6月 - 当社デジタル地図データベースがトヨタ自動車のナビゲーションシステムに採用
- 2000年5月 - TOP編集システム稼働
- 2000年9月 - KDDIの携帯電話（@NAVI.com）向けにデジタル地図データベースを提供
- 2001年7月 - Kiwi-Wコンソーシアム設立・活動参加
- 2002年10月 - トヨタ自動車の新情報ネットワーク「G-BOOK」向けに地図データベースを提供
- 2003年2月 - トヨタ純正ナビゲーション向け地図ディスク『釣りキチナビ平』発売
- 2004年3月 - ISO14001 認証取得（登録範囲：33情報技術）
- 2004年9月 - 名古屋市東山植物園に電動カートナビシステムを納入
- 2004年10月 - 「第11回 ITS世界会議　愛知・名古屋2004」へ出展
- 2005年3月 - トヨタ純正ナビゲーション向け地図ディスク「2005 NAVIGATION “愛・地球博”用DVD東海4県版」出荷
- 2006年11月 - ITSフェスティバルへ出展
- 2007年5月 - 世界初のカーナビゲーション用地図更新サービス「マップオンデマンド」開始
- 2011年7月 - 名古屋市中村区の住友生命名古屋ビルから名古屋三井ビルディング新館に本社を移転。
- 2017年7月 - 名古屋三井ビルディング新館から現在地に本社を移転。

## 事業概要
- 国内向け地図データベース制作・販売、ナビ地図製作・販売
- 国内向け地図配信・ASPサービス
- 地図関連受託開発、コンサルティングサービス